# Paul Näcke
Paul Näcke est un psychiatre et criminologue allemand, né le 23 janvier 1851 à Saint-Pétersbourg et mort le 18 août 1913 à Colditz. Il est connu pour avoir introduit en psychologie le concept de narcissisme (en 1899). Il a également publié des études scientifiques sur l'homosexualité.

## Biographie
Paul Näcke a étudié à Wurtzbourg et Leipzig.
Il a été directeur d'un asile à Colditz.

## Théories
Paul Näcke est l'un des premiers partisans de la castration pour certaines classes et de la stérilisation pour les « criminels dégénérés » et les « dégénérés » en général.
Il participe à une discussion racialiste sur l'inadaptation des « Nègres » dans la société américaine.
En 1906, il discute dans un journal allemand[Lequel ?] du concept de biologie des races et de la société la question de « la soi-disant dégénérescence des peuples romains et particulièrement de la France » qui entraîne une polémique entre chercheurs européens.
Il est influencé par les recherches de Magnus Hirschfeld et développe le concept de l'homosexualité considérée comme maladie. Il publie des études sur son diagnostic, sur la classification des homosexuels et sur l'homosexualité dans les pays latins ou à Berlin.
La littérature, par exemple l'œuvre d'Émile Zola, est appréhendée par lui comme un moyen de populariser ses théories anthropologiques.
Son concept de narcissisme a influencé Sigmund Freud.